# Ephemerella consimilis
Ephemerella consimilis är en dagsländeart som beskrevs av Walsh 1862. Ephemerella consimilis ingår i släktet Ephemerella och familjen mossdagsländor. Inga underarter finns listade i Catalogue of Life.